# Piennes
Piennes település Franciaországban, Meurthe-et-Moselle megyében. Lakosainak száma 2443 fő (2022. január 1.). Piennes Domprix, Joudreville, Landres, Norroy-le-Sec és Bouligny községekkel határos.

## Népesség
A település népességének változása:
| Lakosok száma | 3559 | 2751 | 2388 | 2428 | 2471 | 2480 | 2498 | 2539 | 2476 | 2443 |
|               | 1968 | 1982 | 1990 | 2006 | 2013 | 2015 | 2017 | 2019 | 2020 | 2022 |